# Systematik der Bedecktsamer nach Tachtadschjan
Die Systematik der Bedecktsamer nach Tachtadschjan ist eine erstmals 1954 von Armen Tachtadschjan aufgestellte Systematik der Bedecktsamer. Hier wird die Ausgabe 1997 vorgestellt. Sie wurde durch die Systematik der Angiosperm Phylogeny Group (APG) beruhende Systematik der Bedecktsamer abgelöst.
Abteilung Bedecktsamer (Magnoliophyta)
- Klasse Einkeimblättrige (Liliopsida)
  - Unterklasse Lilienähnliche (Liliidae)
    - Überordnung Dioscoreanae
      - Dioscoreales
      - Smilacales
      - Stemonales
      - Taccales

    - Überordnung Lilianae
      - Alstroemeriales
      - Amaryllidales
      - Asparagales
      - Burmanniales
      - Colchicales
      - Hanguanales
      - Hypoxidales
      - Iridales
      - Liliales
      - Melanthiales
      - Orchidales
      - Tecophilaeales
      - Trilliales
      - Xanthorrhoeales

  - Unterklasse Froschlöffelähnliche (Alismatidae)
    - Überordnung Alismatanae
      - Alismatales
      - Aponogetonales
      - Butomales
      - Cymodoceales
      - Hydrocharitales
      - Juncaginales
      - Najadales
      - Posidoniales
      - Potamogetonales
      - Zosterales

  - Unterklasse Kolbenblütige (Arecidae), auch Palmenähnliche genannt
    - Überordnung Arecanae
      - Arecales

  - Unterklasse Aridae
    - Überordnung Aranae
      - Acorales
      - Arales

    - Überordnung Cyclanthanae
      - Cyclanthales

    - Überordnung Pandananae
      - Pandanales

    - Überordnung Typhanae
      - Typhales

  - Unterklasse Commelinidae
    - Überordnung Bromelianae
      - Bromeliales
      - Velloziales

    - Überordnung Commelianae
      - Commelinales
      - Eriocaulales
      - Mayacales
      - Rapateales
      - Xyridales

    - Überordnung Hydatellanae
      - Hydatellales

    - Überordnung Juncanae
      - Cyperales
      - Juncales

    - Überordnung Poanae
      - Centrolepidales
      - Flagellariales
      - Poales
      - Restionales

    - Überordnung Pontedrianae
      - Haemodorales
      - Philydrales
      - Pontederiales

    - Überordnung Zingiberanae
      - Cannales
      - Lowiales
      - Musales
      - Zingiberales

  - Unterklasse Triurididae
    - Überordnung Triuridanae
      - Petrosaviales
      - Triuridales

- Klasse Zweikeimblättrige (Magnoliopsida)
  - Unterklasse Asternähnliche (Asteridae)
    - Überordnung Asteranae
      - Asternartige (Asterales)
      - Calycerales

    - Überordnung Campanulanae
      - Glockenblumenartige (Campanulales)
      - Goodeniales
      - Menyanthales
      - Stylidiales

  - Unterklasse Cornidae 
    - Überordnung Aralianae
      - Efeuartige (Araliales)
      - Byblidales
      - Helwingiales
      - Pittosporales

    - Überordnung Cornanae
      - Aralidiales
      - Aucubales
      - Cornales
      - Desfontainiales
      - Eucommiales
      - Garryales
      - Griseliniales
      - Hydrangeales
      - Roridulales
      - Toricelliales

    - Überordnung Dipsacanae
      - Adoxales
      - Dipsacales
      - Viburnales

  - Unterklasse Dillenienähnliche (Dilleniidae)
    - Überordnung Dillenianae
      - Dilleniales

    - Überordnung Ericanae
      - Actinidiales
      - Bruniales
      - Diapensiales
      - Ericales
      - Fouquieriales
      - Geissolomatales

    - Überordnung Euphorbianae
      - Euphorbiales
      - Thymelaeales

    - Überordnung Malvanae
      - Cistales
      - Elaeocarpales
      - Malvenartige (Malvales)

    - Überordnung Nepenthanae
      - Droserales
      - Nepenthales

    - Überordnung Primulanae
      - Myrsinales
      - Primelartige (Primulales)
      - Sapotales
      - Styracales

    - Überordnung Sarracenianae
      - Sarraceniales

    - Überordnung Theanae
      - Ancistrocladales
      - Dioncophyllales
      - Elatinales
      - Hypericales
      - Lecythidales
      - Medusagynales
      - Ochnales
      - Paracryphiales
      - Physenales
      - Teestrauchartige (Theales)

    - Überordnung Urticanae
      - Urticales

    - Überordnung Violanae
      - Batales
      - Begoniales
      - Capparales
      - Caricales
      - Cucurbitales
      - Moringales
      - Passiflorales
      - Salicales
      - Tamaricales
      - Veilchenartige (Violales)

  - Unterklasse Hahnenfußähnliche (Ranunculidae)
    - Überordnung Ranunculanae
      - Sauerdornartige Berberidales
      - Circaeasterales
      - Glaucidiales
      - Hydrastidales
      - Fingerfruchtartige Lardizabalales
      - Mondsamenartige Menispermales
      - Paeoniales
      - Mohnartige Papaverales
      - Hahnenfußartige Ranunculales

  - Unterklasse Kätzchenblütler (Hamamelididae)
    - Überordnung Barbeyanae
      - Barbeyales

    - Überordnung Buxanae
      - Buxales
      - Didymelales
      - Simmondsiales

    - Überordnung Casuarinanae
      - Casuarinales

    - Überordnung Daphniphyllanae
      - Balanopales
      - Daphniphyllales

    - Überordnung Faganae
      - Corylales
      - Fagales

    - Überordnung Hamamelidanae
      - Hamamelidales

    - Überordnung Juglandanae
      - Juglandales
      - Myricales
      - Rhoipteleales

    - Überordnung Myrothamnanae
      - Myrothamnales

    - Überordnung Trochodendranae
      - Cercidiphyllales
      - Eupteleales
      - Trochodendrales

  - Unterklasse Lippenblütlerähnliche (Lamiidae)
    - Überordnung Gentiananae
      - Enzianartige (Gentianales)
      - Rubiales
      - Apocynales

    - Überordnung Solananae
      - Solanales
      - Convolvulales
      - Polemoniales
      - Boraginales
      - Limnanthales

    - Überordnung Loasanae
      - Loasales

    - Überordnung Oleanae
      - Oleales

    - Überordnung Lamianae
      - Scrophulariales
      - Lamiales
      - Callitrichales
      - Hippuridales
      - Hydrostachyales

  - Unterklasse Lotusähnliche (Nelumbonidae)
    - Überordnung Nelumbonanae
      - Nelumbonales

  - Unterklasse Magnolienähnliche (Magnoliidae)
    - Überordnung Balanophoranae
      - Balanophorales
      - Cynomoriales

    - Überordnung Lactoridanae
      - Lactoridales

    - Überordnung Lauranae
      - Calycanthales
      - Chloranthales
      - Lorbeerartige (Laurales)

    - Überordnung Magnolianae
      - Annonenartige (Annonales)
      - Osterluzeiartige (Aristolochiales)
      - Austrobaileyales
      - Canellales
      - Eupomatiales
      - Sternanisartige (Illiciales)
      - Magnolienartige (Magnoliales)
      - Myristicales
      - Winterales

    - Überordnung Piperanae
      - Pfefferartige (Piperales)

    - Überordnung Rafflesianae
      - Hydnorales
      - Rafflesiales

  - Unterklasse Nelkenähnliche (Caryophyllidae)
    - Überordnung Caryophyllanae
      - Caryophyllales

    - Überordnung Gyrostemonanae
      - Gyrostemonales

    - Überordnung Plumbaginanae
      - Plumbaginales

    - Überordnung Polygonanae
      - Polygonales

  - Unterklasse Rosenähnliche (Rosidae) (unvollständig)
    - Überordnung Celastranae
      - Brexiales
      - Cardiopteridales
      - Celastrales
      - Icacinales
      - Metteniusales
      - Parnassiales
      - Salvadorales

    - Überordnung Corynocarpanae
      - Corynocarpales

    - Überordnung Fabanae
      - Fabales

    - Überordnung Geranianae
      - Balsaminales
      - Biebersteiniales
      - Storchschnabelartige Geraniales
      - Leinartige Linales
      - Oxalidales
      - Polygalales
      - Vochysiales
      - Zygophyllales

    - Überordnung Myrtanae
      - Myrtenartige Myrtales

    - Überordnung Proteanae
      - Proteales

    - Überordnung Rhamnanae
      - Elaeagnales
      - Rhamnales

    - Überordnung Rhizophoranae
      - Anisophylleales
      - Rhizophorales

    - Überordnung Rosanae
      - Chrysobalanales
      - Crossomatales
      - Rosenartige (Rosales)

    - Überordnung Rutanae
      - Burserales
      - Connarales
      - Coriariales
      - Leitneriales
      - Rautenartige (Rutales)
      - Sabiales
      - Sapindales
      - Tropaeolales

    - Überordnung Santalanae
      - Medusandrales
      - Santalales

    - Überordnung Saxifraganae
      - Cephalotales
      - Cunoniales
      - Francoales
      - Greyiales
      - Gunnerales
      - Haloragales
      - Podostemales
      - Saxifragales

    - Überordnung Vitanae
      - Vitales

  - Unterklasse Seerosenähnliche (Nymphaeidae) 
    - Überordnung Nymphaeanae
      - Hydropeltidales
      - Seerosenartige Nymphaeales

    - Überordnung Ceratophyllanae
      - Hornblattartige Ceratophyllales